# Walanni
Walanni (... – 1400 a.C. ca.) fu una regina regnante ittita dell'antico Regno, in carica nel XV secolo a.C., ritenuta tradizionalmente la moglie del re Muwatalli I. Recenti riesami dei testi fanno supporre possa essere stata piuttosto la consorte di Kantuzzili, probabile padre di Tudhaliya I/II, ed a propria volta forse brevemente re.

## Biografia
Il nome di Walanni ci è giunto in quanto primo di un elenco delle regine regnanti ittite, ove precede Nikkalmati e Asmunikal, nomi noti di sovrane dell'inizio del cosiddetto Nuovo Regno.
Tradizionalmente la si colloca al fianco di Muwatalli I, ultimo sovrano del vecchio regno che uccise il re Huzziya II usurpandone il trono; i figli di Huzziya, Kantuzzili e Himuili, assassinarono a loro volta il nuovo re, scatenando una rapida guerra civile nella quale sconfissero Muwa figlio di Muwatalli I, spingendo sul trono, attorno al 1420 a.C., Tudhaliya I/II, il figlio di Kantuzzili.
E tuttavia una convincente rilettura dell'episodio è stata recentemente fornita da Beal alla luce delle Liste delle offerte D e E nelle quali, nel medesimo paragrafo, compare Kantuzzili assieme a un nome femminile, Walanni appunto, che nella lista delle regine regnanti precede Nikkalmati, moglie proprio di Tudhaliya.
Tradizionalmente come detto si ritiene che Walanni sia stata la moglie di Muwatalli I, ma unicamente perché ritenendolo il re che precede Tudhaliya, la regina che precede la moglie di quest'ultimo dovrebbe essere logicamente la moglie del primo.
Il rinvenimento del nome di Kantuzzili vicino a Walanni in ben due liste delle offerte reali ("se Walanni è regina e Kantuzzili le è indicato di fianco significa che è il suo re") e una logica deduzione (perché Kantuzzili, erede naturale di Huzziya II, una volta ucciso l'usurpatore avrebbe dovuto lasciare il trono al figlio senza sedervisi?) hanno fatto ipotizzare a Beal, rilanciando un'intuizione di Otten di metà secolo scorso, che a Muwatalli I sia seguito sul trono di Hatti proprio Kantuzzili; che Walanni fosse in effetti la moglie di questi e quindi la madre di Tudhaliya I/II; e che quest'ultimo sia asceso al trono solo dopo un periodo di regno, verosimilmente breve, del padre.
Una rilettura di due frammenti risalenti presumibilmente al XV secolo, sembra confermare la regalità di Walanni ed il suo legame con Kantuzzili, avvalorando nel mondo accademico la tesi di Beal.
Walanni quindi sarebbe stata non l'ultima regina del vecchio regno, ma la prima del nuovo, e sul trono sarebbe salita o quale sposa del proprio consorte, il "dimenticato" Kantuzzili, in tal caso brevemente sovrano tra Muwatalli I e Tudhaliya I/II, o come madre di quest'ultimo che al momento della presa del potere non sarebbe stato ancora sposato.
Sposa Reale di Muwatalli I, invece, sarebbe stata la regina Katteshapi a cui finora non si trovava una precisa collocazione.